# Casa Amarilla
Casa Amarilla är en ort i Mexiko.   Den ligger i kommunen Tihuatlán och delstaten Veracruz, i den sydöstra delen av landet, 210 km nordost om huvudstaden Mexico City. Casa Amarilla ligger 123 meter över havet och antalet invånare är 160.
Terrängen runt Casa Amarilla är huvudsakligen platt, men åt nordväst är den kuperad. Terrängen runt Casa Amarilla sluttar österut. Runt Casa Amarilla är det ganska tätbefolkat, med 179 invånare per kvadratkilometer. Närmaste större samhälle är Tihuatlan, 6,9 km öster om Casa Amarilla. Trakten runt Casa Amarilla består till största delen av jordbruksmark.